# Gjallarhorn (banda)
Gjallarhorn es una banda finlandesa de folk originaria de la región de Ostrobotnia del Sur. Puesto que en esta región hay una importante minoría que habla el idioma sueco, la banda canta la mayoría de sus canciones en dicha lengua. No obstante, también interpretan temas en finés.

## Historia
El grupo nace como un trío formado por Jenny Wilhelms (voz, fiddle), Christopher Öhman (viola, mandola) y Jacob Frankenhaeuser (didgeridoo), pero se convierte en cuarteto en 1996, cuando se les une David Lillkvist como percusionista. La formación principal se queda con cuatro componentes hasta que en 2005 se incorpora a la banda el flautista Göran Månsson. El grupo se formó en la zona fronteriza con Suecia, motivo por el cual muchas de sus canciones (relacionadas casi siempre con la mitología nórdica) están interpretadas en sueco.
Gjallarhorn está considerada como una de las principales bandas del folk escandinavo, así como de grandes innovadores en términos de sonoridad y fusión de instrumentos no tradicionales de la región, como el didgeridoo (originario de Australia), con la música tradicional nórdica.

## Integrantes

### Formación actual
- Jenny Wilhelms - vocalista (1994 - actualmente)
- Petter Berndalen - percusión (2004 - actualmente)
- Adrian Jones - mandolina, violín (2000 - actualmente)
- Göran Månsson - contrabajo, flauta, flauta dulce (2005 - actualmente)

### Exintegrantes
- Jakob Frankenhaeuser - didyeridú (1994 - 1996)
- David Lillkvist - percusión (1996 - 2002)
- Tommy Mansikka-Aho - slideridoo (1996 - 2004)
- Christopher Öhman - mandolina, viola (1994 - 2000)
- Sara Puljula - percusión (2002 - 2003)

## Discografía

### Álbumes de estudio
- 1997: "Ranarop" (también llamado "Ranarop: Call of the Sea Witch")
- 2000: "Sjofn"
- 2003: "Grimborg"
- 2006: "Rimfaxe"